# Enrique Topini
Enrique José Topini (Bahía Blanca, Buenos Aires, Argentina; 10 de mayo de 1938-4 de noviembre de 2005) fue un futbolista argentino que se desempeñaba en la posición de arquero. Es recordado por ser el jugador que más partidos disputó en Platense con 324 en 14 años.

## Trayectoria
Su primer partido en Platense fue en 1959 contra El Porvenir en Gerli, el partido terminaría igualado en 1. Fue el máximo héroe en el primer ascenso a primera de la historia, cuando se le ganó a All Boys 2 a 1 en el Viejo Gasómetro.
Se retiraría en el año 1973, a la edad de 35.
Después de su retiro, siguió ligado al club siendo entrenador de las inferiores hasta 1995, teniendo como aprendices a jugadores como Eduardo Coudet y David Trezeguet entre otros.

## Fallecimiento
Falleció el 4 de noviembre de 2005.

## Clubes
| Club                   | País      | Año       | PJ  |
| ---------------------- | --------- | --------- | --- |
| Olimpo de Bahía Blanca | Argentina | 1956-1958 |     |
| Platense               | Argentina | 1959-1973 | 324 |